# Tallaght
Tallaght (en gaèlic irlandès Tamhlacht) és una vila d'Irlanda, al Dublín Sud, a la província de Leinster, vora del riu Dodder. Limita amb les ciutats de Dublín i Kildare i amb els comtats de Dún Laoghaire-Rathdown i Wicklow. Hi passen molts rius pel seu territori, principalment el Jobstown o Tallaght Stream (tributari del riu Dodder), i el Fettercairn Stream (tributari del riu Camac), mentre que el riu Tymon River, el principal afluent del Riu Poddle (afluent del Liffey) desemboca a Cookstown, vora Fettercairn.

## Localització
Tallaght es troba a 13 km al sud-oest de Dublín, als peus de les Muntanyes de Wicklow. Encara que no n'existeix una delimitació formal, pot ser descrit com a començant al sud-oest de Templeogue, en direcció oest cap a Saggart, cap Bohernabreena i Glenasmole al sud, Firhouse al sud-est, Knocklyon a l'est, i les vores meridionals de Clondalkin al nord-oest i Walkinstown al nord-est. Es troba fora de l'autopista orbital M50 de Dublín i forma un cercle irregular de banda i banda de la carretera de Dublín-Blessington N81.
Les viles rurals de Saggart i Rathcoole es troben a l'oest de Tallaght, al llarg de l'aeròdrom militar de Baldonnell.

## Història
Tallaght vol dir en irlandès mitjà cementiri de la plaga, compost per les paraules gaèliques "tamh" (plaga) i "leacht", (làpida). Les paraules Tamhlacht Muintir Partholón denoten una fossa comuna, esmenada al Lebor Gabála Érenn (Llibre de les Invasions) com a lloc d'enterrament de centenars de partholonians que van morir d'una plaga molt semblant a la Mort Negra.
En 769 Sant Maelruain va crear un establiment monàstic a Tallaght, on hi fou enterrat a la seva mort en 792. Per a aquest temps Tallaght i Swords eren considerats centres d'aprenentatge i eren coneguts també com els "Ulls d'Irlanda". El monestir va ser cremat pels vikings en el 811 però va continuar en l'era normanda. El 1179 fou atorgat a l'arquebisbe de Dublín.
Durant la major part del segle xiii va regnar una pau relativa, però després esclataren disputes entre els O'Byrne i els O'Toole. D'això se'n van ressentir tant l'agricultura com la ramaderia, i molts poblets restaren deserts. El 1310 els batlles de Tallaght van obtenir el privilegi reial d'emmurallar la ciutat. Nogensmenys, avui dia no resten evidències de la ubicació exacta de la muralla, llevat el nom de Watergate Bridge que s'estén en la línia d'Oldbawn Roda. El 1324 s'hi va construir un castell que assolí força importància com a lloc defensiu de The Pale.
Tallaght també va ser el centre d'activitat feniana. El 5 de març de 1867 l'estació de policia de Tallaght es va convertir en l'escenari de la 'Batalla de Tallaght' entre la policia i els fenians de Dublín. La rebel·lió va fracassar perquè els plans dels rebels van ser revelats a les autoritats i molts caps fenians van ser arrestats abans de la insurrecció.

## Esports
L'equip de futbol Shamrock Rovers F.C. de la Primera Divisió de la Lliga irlandesa de futbol té el seu estadi a Tallaght.

## Personatges
- Ciaran Bourke, antic membre de The Dubliners
- Robbie Keane, futbolista.